# 桜井美馬
桜井 美馬（さくらい びば、1989年6月8日 - ）は、大阪府堺市出身の元ショートトラックスピードスケート選手。武蔵野高等学校、早稲田大学スポーツ科学部卒業。身長152cm、血液型O型。2013年4月1日、東海東京証券に入社。

## 略歴
- ショートトラックを始めたのは6歳のとき。
- 大阪出身ではあるが、ショートトラックのレベルアップのために、東京の武蔵野高等学校に入学。
- 2007年の国民体育大会で500mと1000mで優勝
- 2009年9月に開催された全日本距離別選手権では、日本のエースとして500m、1000m、1500mで3冠を達成。
- 2009年12月に開催された全日本選手権兼五輪代表最終選考会の1500mで優勝、同距離の選考ポイント（同年9月に行われた全日本距離別との合計）で1位になり、2010年バンクーバーオリンピックの代表に内定した。
- 2010年2月のバンクーバー五輪では、個人として500m、1000m、1500mに出場したが、いずれも予選落ち。3000mリレー（伊藤亜由子、貞包紘子、酒井裕唯、桜井）は7位に終わった。
- 2010年10月に開催された全日本距離別選手権では、1000m、1500mで前年に引き続き2冠を達成した。
- 2012年10月の全日本距離別選手権では、500m、1000m、1500mで2009年以来の3冠を達成した。
- プロテスタントクリスチャン。
- 2015年の第70回国民体育大会冬季大会「2015ぐんま冬国体」[2]を最後に現役を引退。
- 2018年の日本テレビの2018年平昌オリンピックの中継で解説を担当した[3]。